# Exoacantha heterophylla
Exoacantha heterophylla là một loài thực vật có hoa trong họ Hoa tán. Loài này được Labill. mô tả khoa học đầu tiên năm 1791.